# Acidente do Dornier Do 228 da Busy Bee Congo em 2019
Em 24 de novembro de 2019, uma aeronave turboélice Dornier Do 228 operada pela transportadora local Busy Bee Congo, caiu logo após a decolagem do Aeroporto Internacional de Goma em uma área densamente populosa da cidade, matando 20 dos 21 a bordo e 6 no solo. É o acidente mais mortal envolvendo o Dornier Do 228.

## Contexto
A companhia aérea que opera o avião, a Busy Bee Congo, foi fundada em 2007 e usa Goma como base para sua frota de Dornier 228. Devido à falta de fundos, pobreza, falta de supervisão e corrupção no governo, a segurança das companhias aéreas na República Democrática do Congo, especialmente entre as transportadoras locais de baixo preço, são proibidas de operar no espaço aéreo da União Europeia.

### Aeronave e tripulação
A aeronave era um turboélice Dornier Do 228 construído em 1984. Ele havia sido operado por três companhias anteriores. A aeronave não carregava um gravador de voz da cabine ou gravador de dados de voo. Enquanto estava em serviço na Olympic Aviation em 9 de janeiro de 1994, a aeronave se envolveu em um acidente ao atingir fios de energia na aproximação da pista 15L do Aeroporto Internacional de Ellinikon e seu motor esquerdo falhou, mas pousou com segurança sem fatalidades e foi reparado posteriormente.
O capitão não identificado de 52 anos tinha 14.124 horas de voo, incluindo 3.048 horas no Dornier Do 228. O primeiro oficial de 29 anos não identificado tinha 2.273 horas de voo, com 1.635 delas no Dornier 228.

## Acidente
De acordo com testemunhas, a aeronave decolou do aeroporto, mas sofreu uma falha no motor e caiu menos de um minuto após de decolar da pista 17. Testemunhas descreveram o avião virando três vezes enquanto caia, com uma espessa fumaça preta saindo dos motores. A aeronave explodiu violentamente em chamas após o impacto em uma das áreas densamente povoadas da cidade. O incêndio impediu os moradores de ajudar as vítimas das chamas.
19 pessoas a bordo morreram com o impacto. Uma fonte relata que 2 passageiros conseguiram ser retirados do incêndio. A BBC relata que 9 vítimas no solo eram todas de uma família.

## Investigação
O acidente está sendo investigado pelo Escritório Permanente de Investigações de Acidentes e Incidentes de Aviação, parte do Ministério dos Transportes e Comunicações da RDC. Um relatório preliminar sobre o acidente foi divulgado em 10 de janeiro de 2020. O relatório afirmou que a velocidade de decolagem da aeronave foi largamente longa, com uma subida menor. A tripulação então pediu para pousar na pista 35 sem especificar o motivo. Depois a aeronave entrou em uma descida rápida e caiu.